# Човјек који није могао шутјети
Човјек који није могао шутјети је хрватски краткометражни драмски филм из 2024. редитеља и сценаристе Небојше Слијепчевића. Радња филма прати догађаје који су претходили злочину у Штрпцима из визуре Драгана (Горан Богдан) у коме су 1993. припадници српске паравојне групе Бели орлови из воза, који је ишао на линији Београд—Бар, извели двадесет и четири бошњачка муслимана и погубили их, а међу убијенима био је и Хрват Томо Бузов (Драган Мићановић), који се успротивио војницима.
Филм је премијеру доживео на Канском филмском фестивалу 2024. где је освојио главну награду у категорији најбољи краткометражни филм. Такође је освојио награду Европске филмске академије за најбољи кратки филм на Европским филмским наградама исте године. Филм се нашао на ужем списку остварења у трци за награду Оскар за најбољи краткометражни играни филм.

## Радња
Путнички воз на путу од Београда до Бара заустављају наоружане српске паравојне снаге на малој станици у Штрпцима у Босни и Херцеговини. Добивши дојаву да се у возу налазе путници Муслимани, војници их изводе из воза и убијају недуго пошто је воз поновно кренуо. Иако је догађају присуствовало мноштво путника, нико се није усудио успротивити се војницима — осим једног човека, пензионисаног војног официра Томе Бузова.

## Улоге
| Глумац            | Улога       |
| ----------------- | ----------- |
| Горан Богдан      | Драган      |
| Алексис Маненти   | заповедник  |
| Силвио Мумелаш    | Милан       |
| Драган Мићановић  | Томо        |
| Лара Некић        | студенткиња |
| Приска Угрина     | унука       |
| Душан Гојић       | деда        |
| Небојша Поп Тасић | кондуктер   |
| Мартин Кухар      | војник      |
| Јаков Зовко       | војник      |
| Мијо Павелко      | путник      |
| Роберт Угрина     | путник      |
| Дамир Марковина   | гласови     |
| Антонио Нуић      | гласови     |